# الفرقة الانتحارية (سلسلة روايات)
الفرقة الانتحارية هي سلسلة روايات من إنتاج شركة ميدلايت المحدودة وتتحدث السلسلة عن فرقة مخصصة لمكافحة الإرهاب الدولي.

## أعداد السلسلة
1. قلعة الشيطان
2. غابة الموت
3. زعيم المافيا
4. الجزيرة الملعونة
5. المهمة الانتحارية
6. الخدعة الجهنمية
7. سفينة الموت
8. سباق الجحيم
9. الصراع الدموي
10. المطاردة الرهيبة
11. انتقام المهرج
12. الرصاصة الأخيرة
13. خدعة الكوبرا
14. معسكر القتلة
15. القبضة الحديدية
16. القرصان الأسود
17. جحيم القراصنة
18. ضربة الأخطبوط
19. عملية شمشون
20. جحيم تل أبيب
21. الهدف هرقل
22. المرأة الجهنمية
23. مدينة الأشباح
24. أنفاق الجحيم
25. شياطين إسطنبول
26. القمر الأسود
27. جحيم الانتقام